# Dârjiu
Dârjiu (in ungherese Székelyderzs) è un comune della Romania di 1 096 abitanti, ubicato nel distretto di Harghita, nella regione storica della Transilvania.
Il comune è formato dall'unione di 2 villaggi: Dârjiu e Mujna.
La maggioranza della popolazione (oltre il 98%) è di etnia Székely.

## La chiesa unitariana
Il comune ospita sul suo territorio una chiesa unitariana fortificata del XIII secolo, dichiarata Patrimonio dell'umanità dell'UNESCO. 
La Transilvania fu in effetti una delle aree di maggiore diffusione dell'Unitarianismo, che divenne religione ufficiale nel 1583; conobbe poi un maggiore sviluppo sotto il regno di Giovanni II d'Ungheria, che la professava.
La chiesa contiene un ciclo di affreschi che rappresentano la leggenda di Ladislao I d'Ungheria.

## Immagini della chiesa unitariana

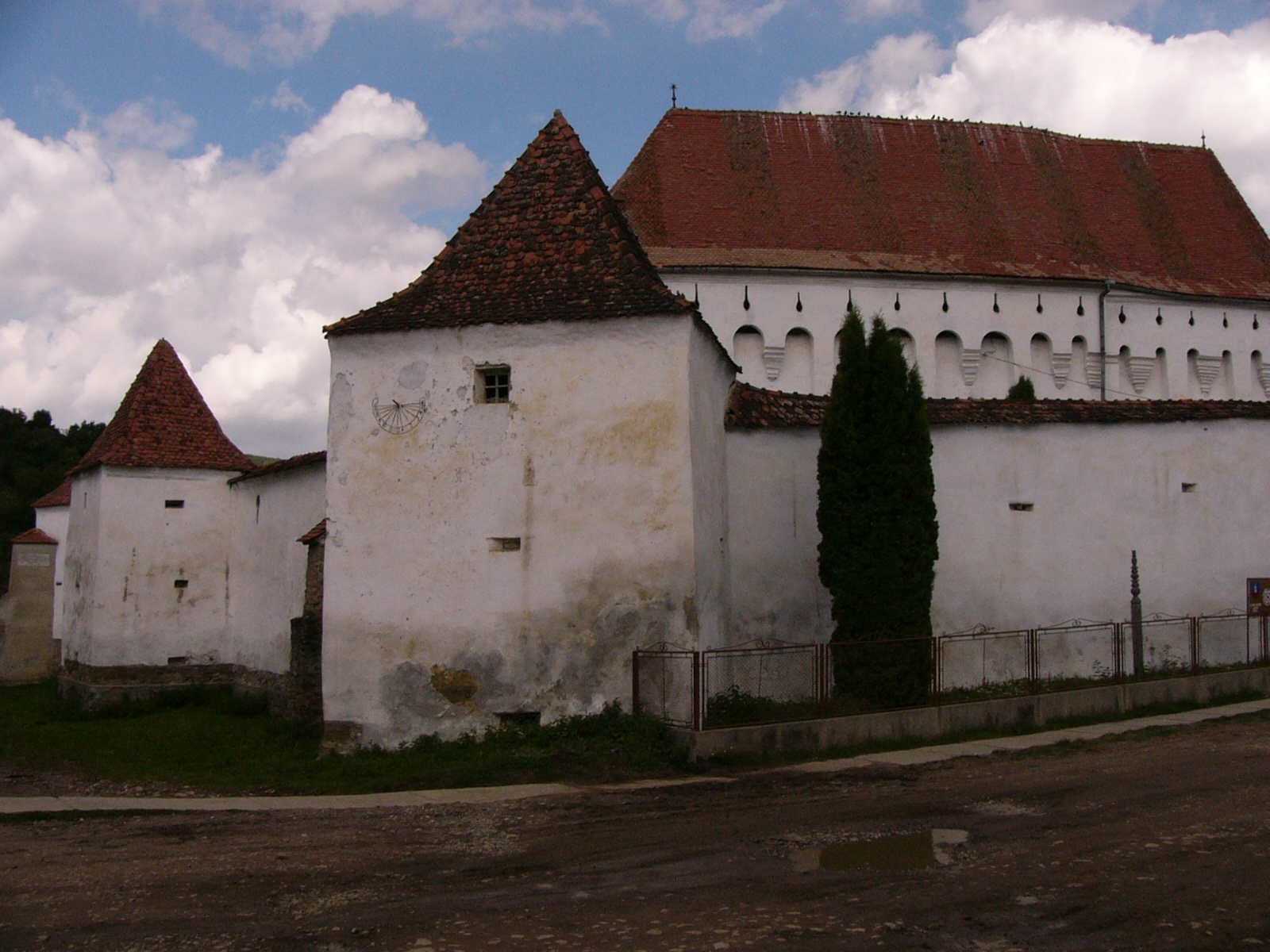
Vista d'insieme della chiesa
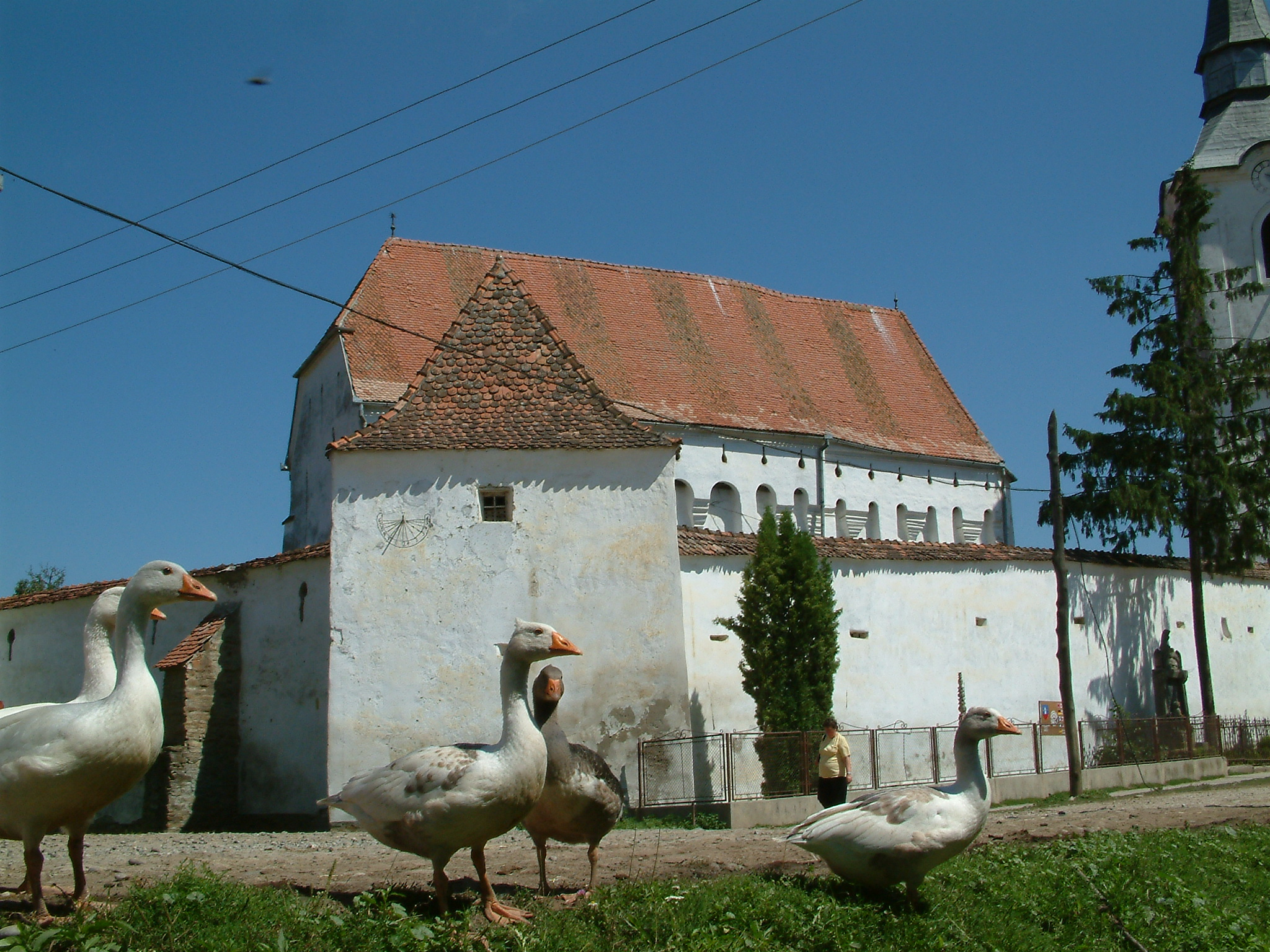
Altra vista d'insieme
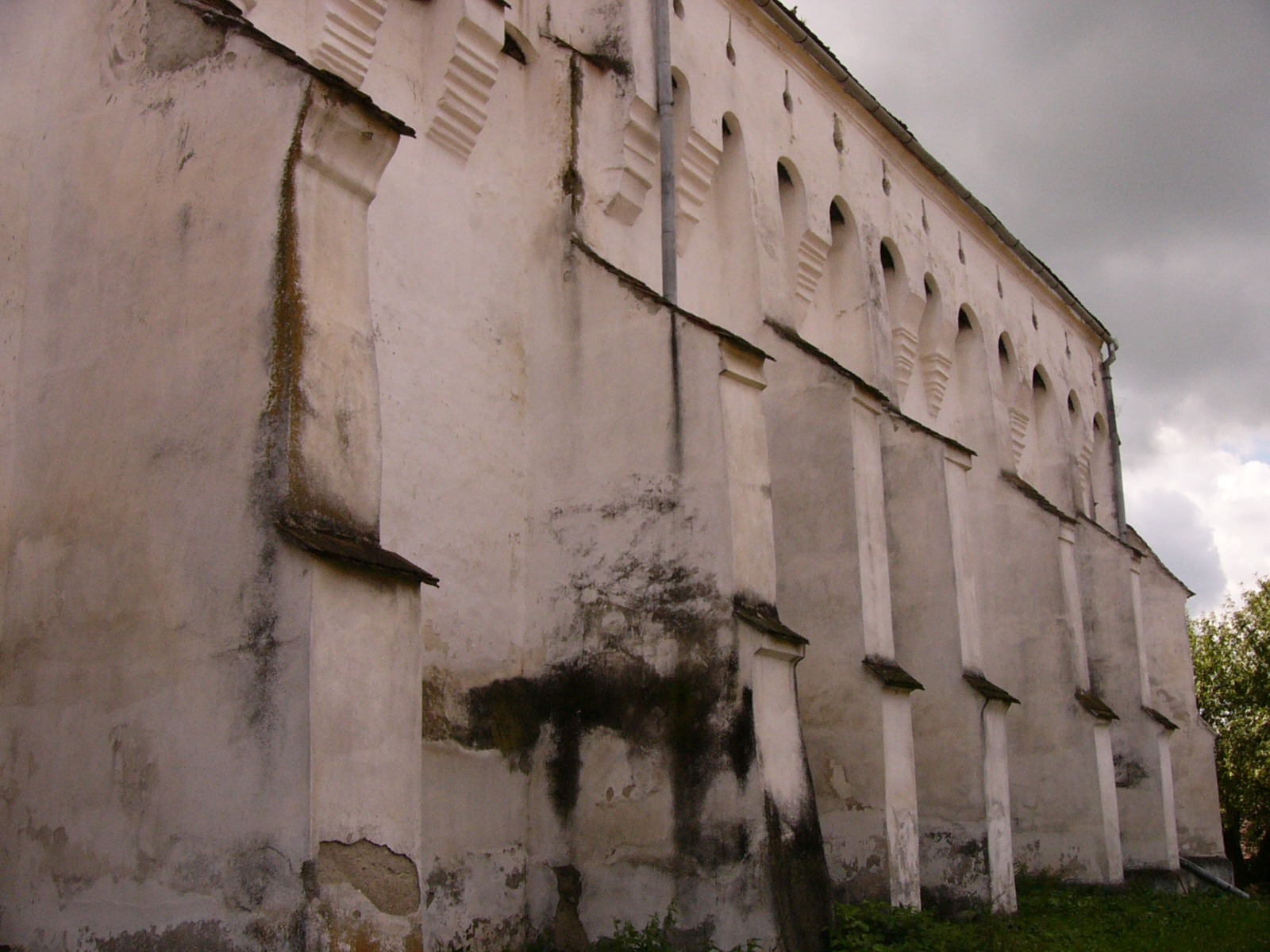
Vista laterale
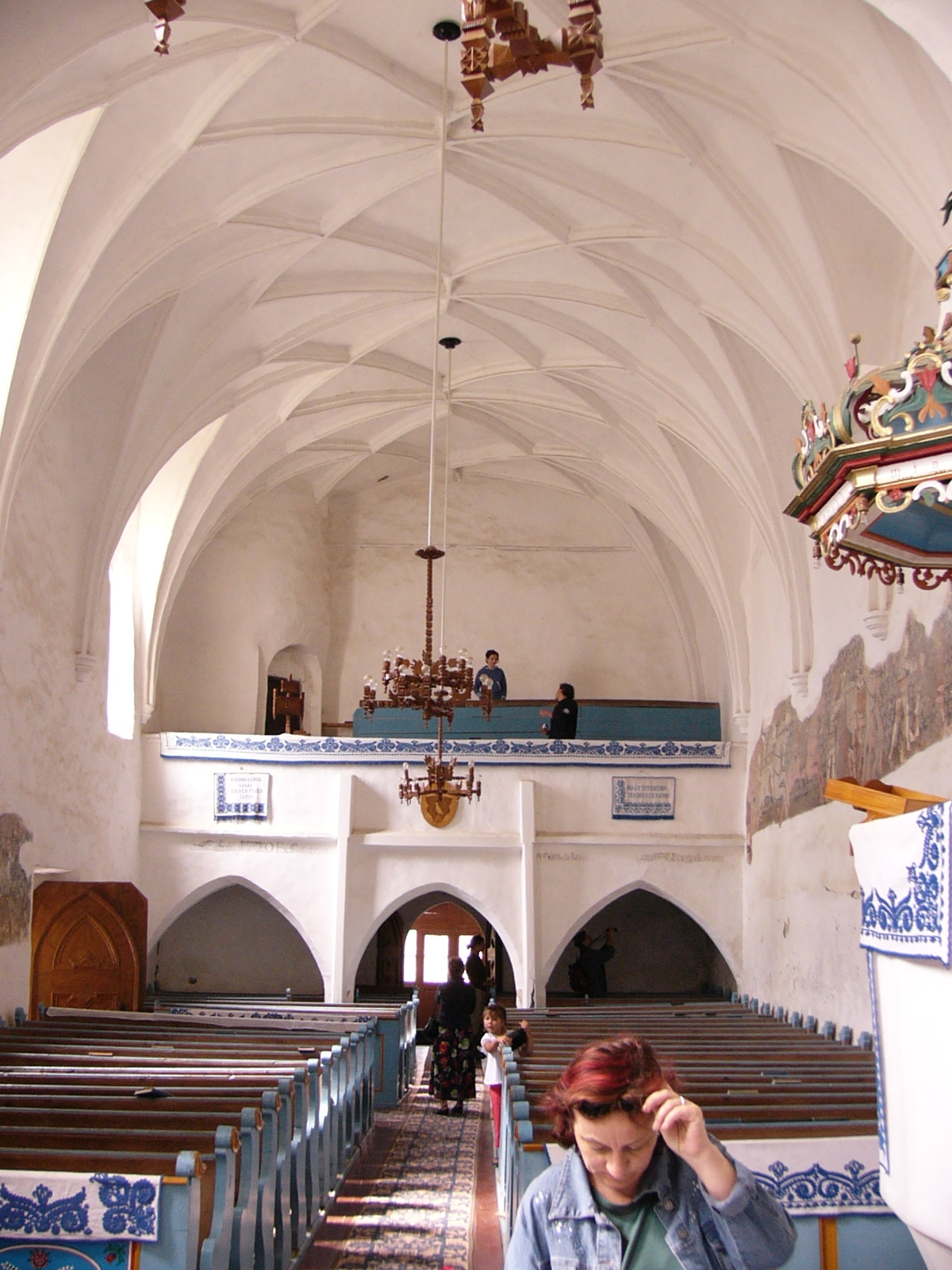
L'interno
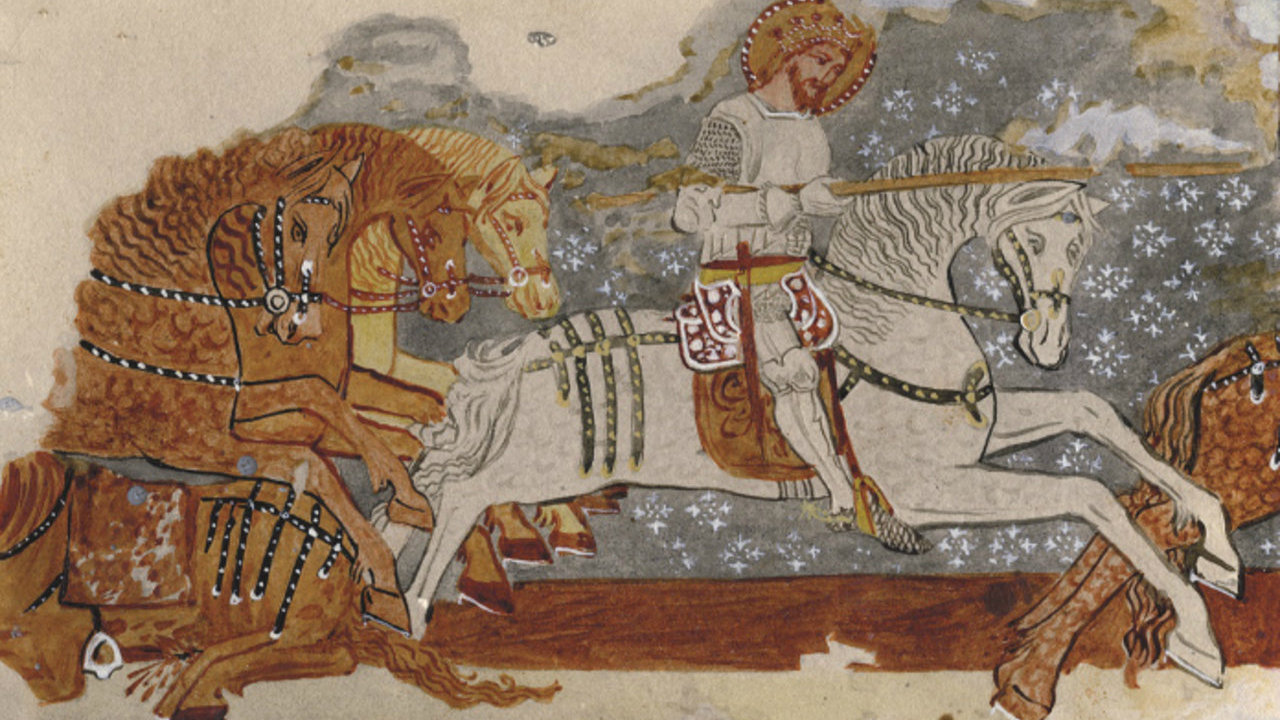
Ladislao I negli affreschi
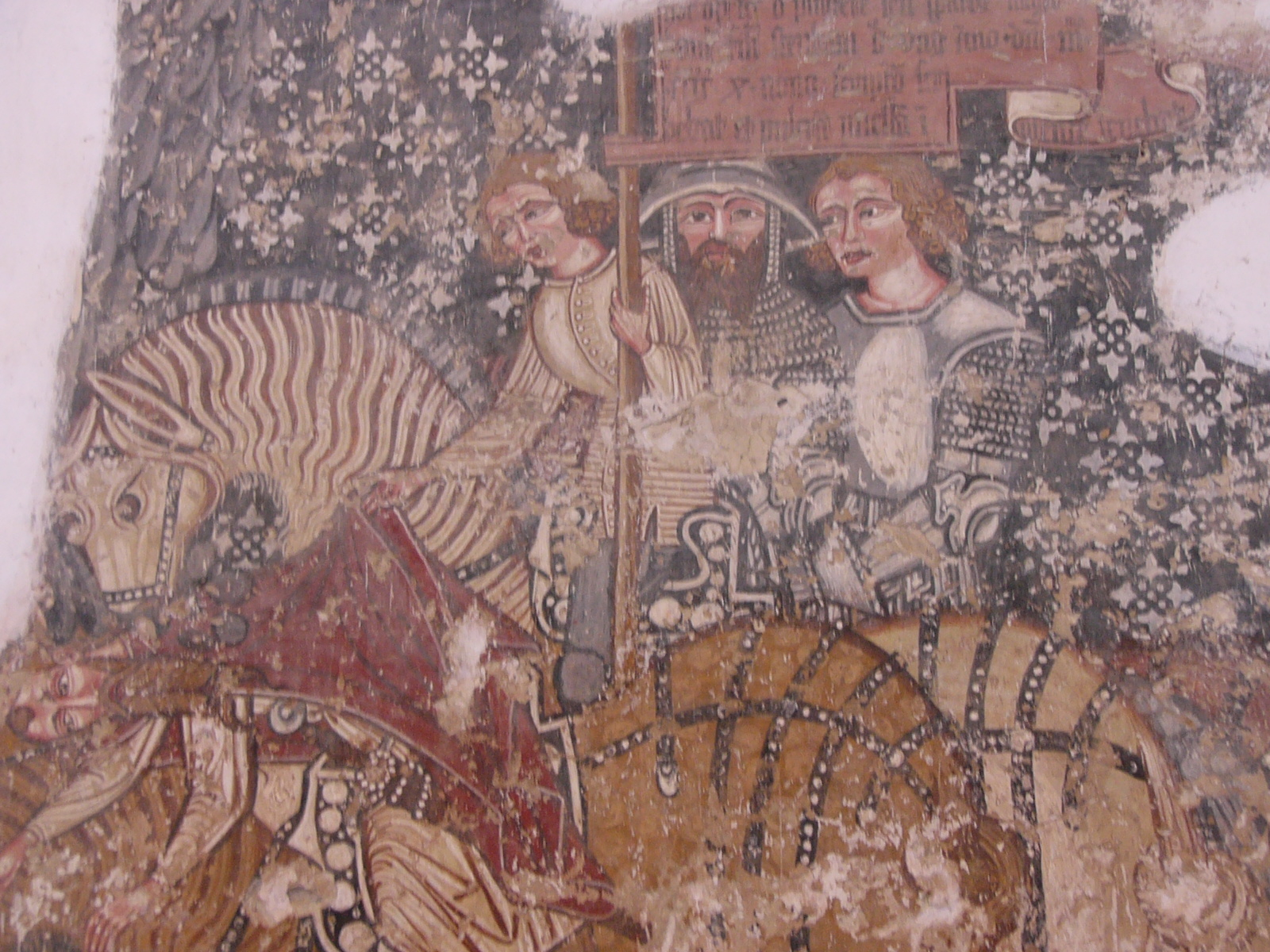
Le truppe di Ladislao II
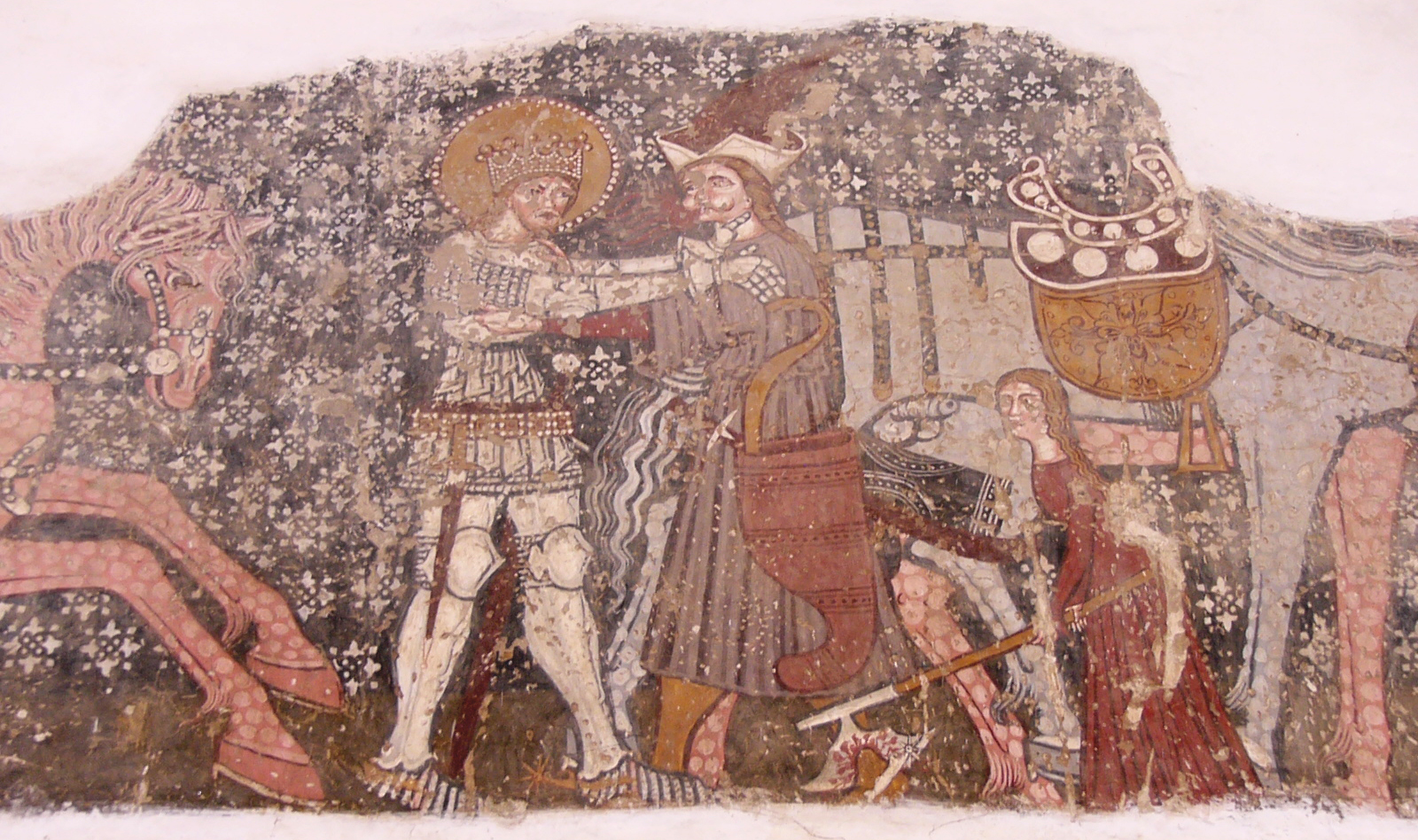
La lotta contro il capo dei Cumani
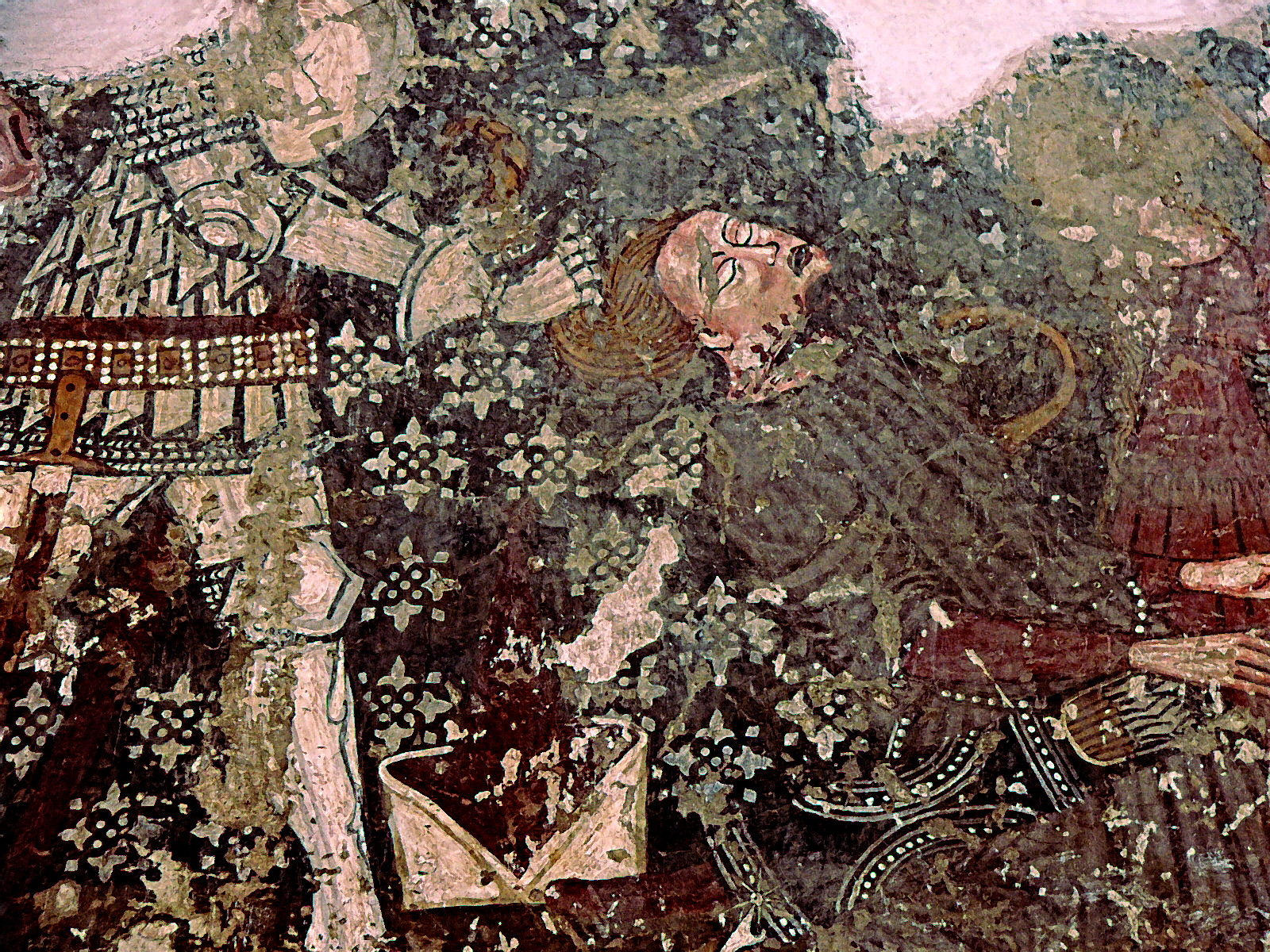
La morte del Cumano